# Городская клиническая больница скорой медицинской помощи (Екатеринбург)
Городская клиническая больница скорой медицинской помощи — больница скорой медицинской помощи, действовавшая в 1938—1999 годах, в настоящее время это комплекс зданий по адресу Екатеринбург, улица 8 Марта, дом 78а. Здания являлось объектом культурного наследия, памятником архитектуры Свердловской области до 2021 года, но, как часто бывает с памятниками архитектуры, был нарочно доведен до аварийного состояния и вычеркнут из данного списка.
В декабре 2022 года здание было снесено и фонд, близкий к губернатору, принял на себя работы по строительству нового медицинского центра. 

## Описание
Основное здание 6-этажное, в виде буквы Т на площади 1,66 га, построено в смешении стилей Конструктивизм и Неоклассицизм. Так же в комплекс зданий входят кардиокорпус (ныне Институт Кардиологии Габинского), котельная (1939), морг. В настоящий момент больница (за исключением кардиокорпуса) заброшена, здания находятся в аварийном состоянии.

## История
Главное здание построено в 1935 году по проекту архитекторов И. А. Югова, Г. А. Голубева, Н. И. Жеманникова. Годы строительства 1931 (конструктивизм, основной этап строительства), 1933 (появление неоклассических элементов экстерьера, создание интерьеров), 1938 (сдача здания в эксплуатацию). Изначально больница построена как госпиталь НКВД, однако уже в 1939 году переведена на гражданский режим. Во время Великой Отечественной войны в больнице размещался госпиталь. В 1943 году больница стала Центральной Клинической. В 1956 году произошло объединение с поликлинической службой. В 1972 году больница стала Скорой помощью и перешла на круглосуточное оказание неотложной помощи. В 1999 году больница была закрыта на ремонт, в 2000 решением совета Свердловского Минздрава расформирована.
В Советское время больница являлась одной из лучших в СССР. Она являлась местом самоотверженной деятельности выдающихся деятелей отечественной медицины. В конце 1970-х на здании были установлены бронзовые мемориальные доски врачам-учёным Давиду Григорьевичу Шеферу, Аркадию Тимофеевичу Лидскому, Борису Павловичу Кушелевскому с барельефами работы заведующего патологоанатомическим отделением ГКБ СМП, известного поэта и художника М. Н. Рыжкова.

### Закрытие
Из-за деревянных перекрытий состояние здания перестало отвечать требованиям безопасности. За годы существования больницы в ней не было проведено ни одного капитального ремонта. В 1998 году мэрия Екатеринбурга совместно с Минздравом и Минархитектуры разработало проект капитального ремонта здания. В 1999 году отделения больницы начали переводить в различные лечебные учреждения города. Это вызвало крайне напряженную реакцию сотрудников, так как уже тогда было видно, что больницу хотят расформировать. При переезде было утрачено много дорогостоящего и инновационного оборудования. В 2000 году была созвана специальная комиссия Екатеринбургского управления здравоохранения, которая приняла решение о расформировании больницы. По новой стратегии иметь центральную больницу по оказанию неотложной помощи стало нецелесообразным, было принято решение доставлять пациентов в ближайшие мед. учреждения. Многие сокращенные сотрудники ГКБСМП не смогли найти работу. Консервация здания не была проведена, ремонтные работы не начаты. Всё оставшееся оборудование было расхищено или разбито вандалами.

### Настоящее время
Здание не было законсервировано и не охранялось, его состояние стало аварийным. Множество пожаров уничтожили кровлю и перекрытия здания. Сильно здание пострадало после пожаров в 2006—2008 году. В 2001 году здание было передано с баланса городского здравоохранения на баланс Министерства обороны Российской Федерации, как дополнительная территория для развития военного госпиталя № 354 расположенного по соседству. Однако военные так и не собрались с ней что-либо делать из-за огромного объёма работ. Более того, в 2013 году её попытались вернуть на баланс муниципалитета. В последние годы состояние здания ухудшилось, здание не обнесено забором. Есть планы на снос здания, однако общественность города против, а попытки продать, отдать в аренду, множество проектов, в том числе по созданию школы, безрезультатны.
В декабре 2022 года начался снос здания, завершившийся к концу месяца.

## Архитектура
Больничный комплекс составляет десять больничных корпусов в стиле конструктивизма. Первоначальный проект Г. А. Голубева от 1931 года был переработан инженером А. И. Юговым, в оформление был добавлен стиль советской неоклассики. Пятиэтажные корпуса расположены под прямым углом от центра с главным входом и вестибюлем на север, восток и запад. Прямоугольные, овальные, ступенчатые формы ризалитов, лоджий, галерей и террас. Главный, южный фасад направлен к скверу и имеет вертикальное (в виде углов смещенных объёмов) и горизонтальное (в виде балконных ограждений) разделение. В четырёхчастном асимметричном фасаде центральный вход выделен ризалитом и декором. Фасад имеет аркаду оконных проемов. Здание коридорного типа с одно- и двухсторонним расположением палат и кабинетов. В плане этажей холлы и залы, в том числе двусветные, с оригинальным оформлением внутреннего пространства. Интерьер включает в себя свободно стоящие опоры в виде колонн, лепной декор. Здание является крупнейшим медицинским комплексом в Свердловске 1930-х годов.
Комплекс зданий был поставлен на государственную охрану по решению Свердловского облисполкома № 454 от 04.12.1986 года как памятник градостроительства и архитектуры, памятник истории регионального значения. По постановлению Правительства Свердловской области (изм. сведений) № 859-ПП от 28.12.2001 года объектом вновь выявленного памятника истории и культуры является Клиническая больница скорой помощи. Комплекс по адресу ул. 8 Марта, 78-а.